# ARN d'interferència petit
L'ARN d'interferència petit (ARNip) o siRNA (de l'anglès, small interfering RNA), és una seqüència d'uns 20-25 nucleòtids d'ARN que juga una varietat de papers en biologia. El més notable és el mecanisme d'intereferència (ARNi) on l'ARNip interfereix l'expressió d'un gen específic. Tot i que l'article s'estén llargament en els mecanismes de l'ARNi de l'ARNip, cal fer notar que aquest té papers addicionals com per exemple com un mecanisme antiviral o en adoptar la forma estructural de la cromatina del genoma; la complexitat d'aquests mecanismes estan tot just essent elucidats. Els ARNip varen ser descoberts primerament pel grup d'en David Baulcombe a Norwich, Anglaterra, com a part d'un gen silenciador post transcripcional (PTGS) en plantes. Poc després d'això, el 2001, els si RNA es van mostrar capaços d'induir el sistema de l'ARNi en cèl·lules de mamífer. Aquest descobriment conduí a un gran interès en la investigació biomèdica de l'ARNi com a fàrmac o vacuna.

## Estructura
Els ARNip tenen una estructura ben definida: una seqüència bicatenària (normalment 21-nt) d'ARN (dsRNA) amb 2-nt 3' sobresortint en els extrems:
Cada catenària té un grup 5' fosfat i un grup 3' hidroxil (-OH). Aquesta estructura és el resultat del processament de la Dicer, un enzim que converteix tant els llargs dsRNA com els bucles de l'ARN en ARNip . L'ARNip pot ser introduït exòniament (artificialment) en les cèl·lules per diversos mètodes de transfecció per causar la inactivació específica d'un gen d'interès. Essencialment qualsevol gen de seqüència coneguda pot ser noquejat construint un ARNip específic basant-se en la seqüència complementària a la transcrita. Això ha convertit els ARNip en una eina important per regular la funció gènica en l'era post genoma.

## Inducció de l'ARNi fent servir l'ARNip o els seus precursors biosintètics

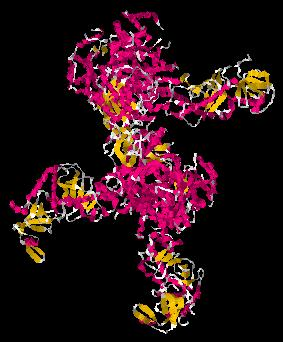
Proteïna DICER

La transfecció d'un ARNip exogen pot ser problemàtic, a causa del fet que l'efecte noquejador només és transitori, particularment en les cèl·lules en divisió ràpida. Una manera de superar aquest problema pot ser inserir-lo en un vector per exemple un plasmidi, que l'expressi. Aquests cassets de transcripció solen fer ús del promotor de la polimerasa III de l'ARN (p. ex. U6 o H1), que sol regir la transcripció de petits ARN nuclears (snRNA) (l'U6 està relacionada amb l'empalmament genètic; l'H1 és el component RNasa de la RNasa humana P). S'assumeix (tot i no saber-se amb certesa) que l'ARNip resultant és processat per la Dicer.

### Desafiaments: Evitar els efectes no específics
L'ARNi interfereix amb altres mecanismes metabòlics, de manera que no és sorprenent que a vegades la introducció experimental d'ARNip comporti efectes no específics. Quan una cèl·lula de mamífer troba una cadena doble d'ARN com l'ARNip, pot prendre-la com un producte víric i activar la resposta immunitària. A més, com que els microARN modulen l'expressió genètica via la complementació incompleta amb ARNm diana, es pot donar el noqueig de seqüències poc específiques.

### Immunitat innata
La introducció de massa ARNip pot portar a l'acció de mecanismes no específics degut a l'activació de la resposta immunitària innata. Molts articles suggereixen que això és segurament degut a l'activació del sensor PKR de dsRNA, tot i que també hi podria estar implicat el Gen I induïble d'àcid retionic (RIG-I). Un mètode prometedor per reduir els efectes no específics és per convertir l'ARNip en microARN. Els microRNA actuen de manera natural en l'organisme, i imitant aquest mecanisme endogen hauria de ser possible assolir un noqueig genètic similar però en concentracions comparativament menors a les de l'ARNip que es fan servir actualment. Això reduiria els efectes no específics.

### Noqueig no específic
El noqueig no específic és un altre desafiament per a l'ús de l'ARNip com a eina de knock-down. Els gens amb una complementarietat incompleta inactiven parcialment i inadvertida gens, (actua com un miRNA), conduint a problemes en la interpretació de dades i a una toxicitat potencial. Tanmateix, això pot ser parcialment corregit dissenyant experiments de control apropiats, i actualment s'estan desenvolupant algorismes dissenyadors d'ARNip capaços d'esvitar el noqueig no específic. Amb la tecnologia dels microarrays es pot després verificar si hi ha cap producte de l'expressió del genoma amb la que hibridi inespecíficament, informació que és feta servir després per refinar els algorismes.